# Ramon d'Abadal i de Vinyals
Pour les articles homonymes, voir Vinyals.
Œuvres principales
- Els primers comtes catalans

Ramon d'Abadal i de Vinyals, né le 1er octobre 1888 à Vic et mort le 17 janvier 1970 à Barcelone, est un écrivain, homme politique et historien espagnol d'expression catalane.

## Carrière politique
Neveu de l'homme politique Ramon d'Abadal i Calderó, il milite comme lui dans la Lliga Regionalista, dont son grand oncle Ramon d'Abadal i Calderó était lui-même président. Dans les rangs de ce parti, il est élu député au Congrès pour sa ville natale en 1917 et 1921.
En 1922, il quitte la Lliga et participe à la fondation d'Acció Catalana, formation moins conservatrice, mais après la Dictature de Primo de Rivera et ses résultats modestes aux élections municipales de 1931, il réintègre son parti d'origine. Il prend la direction de La Veu de Catalunya, journal en constituant le principal organe d'expression.
Durant la Guerre civile espagnole, il s'exile, comme son oncle, en Italie, alors sous régime fasciste. Il rentre en Espagne en 1939, la guerre terminée, mais met fin à son activité politique en raison de la mise en place de la dictature franquiste. Il est toutefois membre du Conseil privé de Jean de Bourbon, comte de Barcelone.

## Travaux historiques
Il étudie le droit et l'histoire à Barcelone entre 1905 et 1913, puis s'installe à Madrid pour préparer un doctorat sur les Partides. Il poursuit ensuite ses études à Paris. Influencé par l'historien Joseph Calmette, il se spécialise dans l'histoire catalane de l'époque carolingienne.
En 1913, il publie avec Ferran Valls i Taberner les Usages de Barcelone. Au début du franquisme, il s'unit à l'initiative de Josep Puig i Cadafalch visant à réactiver l'Institut d'Estudis Catalans dans la clandestinité. En 1948, il publie son premier travail d'envergure, consacré à la vie d'Oliva de Besalù. À partir de son œuvre Catalunya carolíngia, il publie a primera gran obra sobre la vida de l'abat Oliba. De l'obra Catalunya carolíngia, publicà Els diplomes carolingis a Catalunya (1926-1952) et Els comtats de Pallars i Ribagorça (1955) ; il meurt tandis que El domini carolingi a Catalunya (1971) est en proche d'être publié.
Ses travaux s'opposent dans une certaine mesure aux courants dominants de son époque, orientés vers la construction d'idéaux nationalistes, en adoptant une démarche plus empirique.

## Principales œuvres
- (ca) Catalunya Carolíngia, vol. II: Els diplomes carolingis a Catalunya, 2 vols., Institut d'Estudis Catalans, Barcelone, 1926-1952.
- (ca) Com neix i com creix un gran monestir pirinenc abans de l'any mil, Eixalada-Cuixà, Analecta Montserratensia, VII, 1954.
- (ca) Catalunya Carolíngia, vol. III: Els comtats de Pallars i Ribagorça, 2 vols., Institut d'Estudis Catalans, Barcelone, 1955.
- (ca) Els primers comtes catalans, Barcelone, 1958 — Prix Lletra d'Or 1959
- (es) Del reino de Tolosa al reino de Toledo : discurso leído el día 27 de noviembre de 1960 en el acto de su recepción pública por el Excmo. Sr. D. Ramón de Abadal y de Vinyals y contestación por el Excmo. Sr. Director de la Real Academia D. Francisco J. Sánchez Cantón., Madrid, éd. Real Academia de la Historia (Académie royale d'histoire), novembre 1960, 79 p.
- (ca) Dels Visigots als Catalans, vol. 1 : La Hispània visigòtica i la Catalunya carolíngia, Barcelone, Edicions 62, coll. « Estudis i Documents », 1969, 504 p. (ISBN 978-84-297-0998-8)
- (ca) Dels Visigots als Catalans, vol. 2 : La formació de la Catalunya independent, Barcelone, Edicions 62, coll. « Estudis i Documents », 1970, 440 p. (ISBN 978-84-297-0997-1)
- (fr) « Un diplôme inconnu de Louis le Pieux pour le comte Oliba de Carcassonne », dans Annales du Midi, 1949, tome 61, no 7-8, p. 345-357 (lire en ligne)
- (fr) (traduction Serra Baldó) « À propos de la « domination » de la maison comtale barcelonaise sur le Midi français », dans Annales du Midi, 1964, tome 76, no 68-69, p. 315-345 (lire en ligne)